# Rhotana pavo
Rhotana pavo är en insektsart som först beskrevs av Bierman 1910.  Rhotana pavo ingår i släktet Rhotana och familjen Derbidae. Inga underarter finns listade i Catalogue of Life.